# عصفلدين
العِصْفَلْدِين أو عَتْعات أو عَوْصلان أو عطعوط أو سوسن بري (باللاتينية: Asphodeline) جنس نباتي ينتمي إلى الفصيلة Xanthorrhoeaceae. يضم عدة أنواع.

## من أنواعه
- العصفلدين الأصفر (باللاتينية: Asphodeline lutea)
- العصفلدين الأناضولي (باللاتينية: Asphodeline anatolica)
- العصفلدين البايتوبي (باللاتينية: Asphodeline baytopiae)
- العصفلدين التركي (باللاتينية: Asphodeline turcica)
- العصفلدين الدمشقي (باللاتينية: Asphodeline damascena)
- العصفلدين الرفيع (باللاتينية: Asphodeline tenuior)
- العصفلدين الطوروسي (باللاتينية: Asphodeline taurica)
- العصفلدين قاسي الأوراق (باللاتينية: Asphodeline rigidifolia)
- العصفلدين قصير الساق (باللاتينية: Asphodeline brevicaulis)
- العصفلدين القيليقي (باللاتينية: Asphodeline cilicica)
- العصفلدين الكروي (باللاتينية: Asphodeline globifera)
- العصفلدين الليبورني (باللاتينية: Asphodeline liburnica)
- العصفلدين المنتشر (باللاتينية: Asphodeline prolifera)
- العصفلدين المنحني (باللاتينية: Asphodeline recurva)
- العصفلدين موشوري الثمار (باللاتينية: Asphodeline prismatocarpa)